# António Botelho Homem Bernardes Pessoa
António Botelho Homem Bernardes Pessoa (* 22. Dezember 1749 in São Jorge de Arroios, Lissabon, Portugal; † 1810 in Portugiesisch-Timor) war Gouverneur von Portugiesisch-Timor und Solor.
Botelho trug den Adelstitel eines Fidalgo da Casa Real (Edelmann des königlichen Hauses). 1771 heiratete er Rosa Maria da Silva Ferrão in Macau. Mit ihr hatte Botelho zwei Töchter.
Im Rang eines Kapitänleutnant (capitão-tenente) starb Botelho 1810, noch im selben Jahr, in dem er am 14. April in Portugiesisch-Timor sein Amt antrat. Ein Regierungsrat (Conselho Governativo) übernahm die Geschicke der Kolonie. Er bestand aus Dom Gregório Rodrigues Pereira, dem Liurai von Motael, Oberstleutnant (tenente-coronel) Joaquim António Veloso und José de Anunciação, dem Bischof, der zu dieser Zeit in Manatuto residierte. Der neue Gouverneur Vitorino Freire da Cunha Gusmão, der 1812 eintraf, musste sich zunächst gegen diese Parteien durchsetzen.